# Vaiana 2.
A Vaiana 2. (eredeti cím: Moana 2) 2024-ben bemutatott amerikai 3D-s számítógépes animációs zenés kalandfilm, amelyet David Derrick Jr., Jason Hand és Dana Ledoux Miller rendezett. A 2016-os Vaiana című film folytatása.
Az Egyesült Államokban 2024. november 27-én, míg Magyarországon egy nappal később, november 28-án mutatták be a mozikban.

## Cselekmény
Maui és Te Fiti kalandját követően Vaiana új szigetek felfedezésével tölti napjait, abban a reményben, hogy más, az óceánhoz kötődő embereket talál. Látomást lát ősétől, Tautai Vasától, aki elmondja neki, hogy azért nem kötődik már senki az óceánhoz, mert a rosszindulatú viharisten, Nalo hatalmat akart a halandók felett, ezért elsüllyesztette az óceán mélyére a Motufetu nevű misztikus szigetet, amely minden szigetet összekötött. Tautai továbbá figyelmezteti, hogy a szigete elnéptelenedik, ha Vaiana nem találja meg a módját, hogy felemelje a szigetet. Összeállít egy csapatot Motunui embereiből – a kézműves Loto, a Maui rajongó Moni és a mogorva idős földműves Keke, valamint háziállatai, Pua és Heihei, a malaca és a kakasa –, hogy megtalálják a szigetet.
Eközben a félisten Maui maga is Motufetu-t keresi, mivel korábban összeveszett Nalóval, de Nalo végrehajtója, Matangi elfogja. Nem szívesen fordul segítségért Vaiana, mert félti az életét. Moanát és legénységét elfogja a Kakamora, a kókuszdió-szerű vad kalózok törzse, akikkel Vaiana korábban már találkozott, és akik elárulják, hogy Nalo Motufetu elleni tettei miatt szakadt meg a kapcsolatuk az otthonuk szigetével. Egyikük, Kotu segít a legénységnek megbénítani egy óriási szörnykagylót, amely Matangi búvóhelyére viszi őket. Miközben a legénység megtalálja Mauit, Vaiana találkozik Matangival, de megtudja, hogy nem örül Nalo szolgálatának. Arra bátorítja Vaianát, hogy találjon más módot a menekülésre, ezért segít Vaianának megszökni, és újra találkozni Mauival és barátaival, mielőtt elküldi őket oda, ahol Nalo van.
Maui elárulja, hogy Nalo birodalma halálosabb, mint a halandóké, és hogy a vele való küzdelem öngyilkos küldetés lesz. A csoportot rajtaütik, és egy elszigetelt szigeten sodorja partra őket a víz. Vaiana kétségbeesik, de Maui bátorítja, hogy folytassa tovább. Miután Moana új erőre kapott, a csoport azt tervezi, hogy Maui felemeli a szigetet Vaiana érintésével, mivel ez az egyetlen módja annak, hogy helyreállítsák Motufetu-t és megállítsák Nalo-t. A megjavított tutajjal a csapat elindul, hogy szembenézzen Nalóval. Amikor a csapat megérkezik, Nalo támadni kezd; Vaiana, aki rájön, hogy Nalo megpróbálja megakadályozni az embereket abban, hogy megtörjék az átkot, Mauival felemelteti a szigetet annyira, hogy egy ember megérinthesse. Nalónak azonban sikerül megfosztania Mauit istenségétől, így a kétségbeesett Vaiana kénytelen megérinteni a szigetet a tenger alatt; miközben ez sikerül neki, Nalo vihara megöli őt. Maui beugrik, és Vaiana ősei segítségével félistenként újraélesztik őt, Vaiana pedig útkereső tetoválást kap, Maui pedig, mivel félistenként visszanyerte erejét, sikerül felemelnie Motufetu-t, újra összekötve az óceánt a halandókkal.
Vaiana hazatér, és ünnepséget rendeznek a tiszteletére. A stáblista közepén Nalo épp megbünteti Matangit, amiért segített Vaianának, aki bosszút tervez. Meglátogatja őket Tamatoa, aki csatlakozni akar az ügyükhöz, hogy bosszút álljon Vaiana ellene elkövetett tetteiért.

## Szereplők
| Szerep      | Eredeti hang           | Magyar hang          | Leírás |
| ----------- | ---------------------- | -------------------- | --- |
| Vaiana      | Auli’i Cravalho        | Faluvégi Fanni       | Tui falu vezetőjének és feleségének, Sinának kíváncsi lánya, akit az óceán kiválasztott, hogy megtörje az átkot Motufetu szigetén. |
| Maui        | Dwayne Johnson         | Barabás Kiss Zoltán  | Erős akaratú, alakváltó félisten, aki elkíséri Vaianát az útjára.                                                                  |
| Moni        | Hualālai Chung         | Kerek Dávid          | A Vaiana útkereső csapatának tagja és Maui rajongója.                                                                              |
| Loto        | Rose Matafeo           | Engel-Iván Lili      | A Vaiana útkereső csapatának „okos, de mókás” tagja.                                                                               |
| Kele        | David Fane             | Faragó András        | „Mogorva gazda” és Vaiana útkereső csapatának tagja.                                                                               |
| Matangi     | Awhimai Fraser         | Békefi Viktória      | Rejtélyes fenyegetés Vaiana és Maui számára.                                                                                       |
| Simea       | Khaleesi Lambert-Tsuda | Stern Lujza          | Vaiana húga. |
| Tui         | Temuera Morrison       | Szabó Sipos Barnabás | Vaiana apja és Motunui szigetének főnöke.                                                                                          |
| Sina        | Nicole Scherzinger     | Janza Kata           | Vaiana anyja és Motunui főnöknője.                                                                                                 |
| Tala        | Rachel House           | Halász Aranka        | Tui néhai édesanyja és Vaiana apai nagyanyja, aki manta rája szellemként tér vissza.                                               |
| Tautai Vasa | Gerald Ramsey          | Petridisz Hrisztosz  | Vaiana őse. |
| Heihei      | Alan Tudyk             | Eredeti hang         | Vaiana házikakasa. |
| Nalo        | Tofiga Fepulea’i       | Orbán Gábor          | |
| Tamatoa     | Jemaine Clement        | Miller Zoltán        | Gigantikus méretű, kleptomániás, szadista hajlamú rák.                                                                             |

### Magyar változat
- Magyar szöveg: Blahut Viktor
- Dalszöveg: Nádasi Veronika, Szente Vajk
- Hangmérnök: Bogdán Gergő, Salgai Róbert
- Vágó: Kránitz Lajos András
- Gyártásvezető: Bogdán Anikó
- Szinkronrendező: Dobay Brigitta
- Zenei rendező: Bolba Tamás
- Produkciós vezető: Máhr Rita

A szinkront az Iyuno Hungary készítette.

## A film készítése
2020 decemberében, a Disney Investor Day-en Jennifer Lee, a Walt Disney Animation Studios kreatív igazgatója bejelentette, hogy Moana: The Series címmel hosszú formátumú zenés vígjátéksorozat készül, amely a 2016-os azonos című film alapján készül. 2021 augusztusában jelentették be, hogy Osnat Shurer ismét a producer szerepét tölti be. 2022 januárjában bejelentették, hogy David Derrick Jr. lesz az író és rendező, miután az első film forgatókönyvírójának szerepét töltötte be. Jared Bush a Vaiana élőszereplős remake-jével egy időben kezdte meg a gyártását.
2024 februárjában a Disney vezérigazgatója, Bob Iger bejelentette, hogy a sorozatból Vaiana 2. címmel egy mozis folytatást készítettek, és Derrick és Shurer továbbra is a projektben maradtak.